# 變革之風 (演講)
「變革之風」（英語：Wind of Change）演講是英國首相哈羅德·麥克米倫於1960年2月3日訪問非洲英聯邦國家期間，在開普敦向南非議會發表的講話。 自當年1月6日起，他一直在非洲巡迴訪問，他到訪了加納、尼日利亞和其他英國在非洲的殖民地。 這次演講被視為非洲獨立運動的分水嶺，演講中清楚地表明英國政府無意阻止他們的獨立。

## 背景
兩次世界大戰後，佔世界四分之一土地的大英帝國殖民地在財政上對英國政府帶來極大的負擔，而且非洲和亞洲日益增長的民族主義情緒，及冷戰期間蘇聯滲透非洲，最終令英國政府決定啟動非殖民化進程。與此同時非洲民族主義者對自治倡議的要求越來越高，南部非洲的獨立之路成為嚴重問題，因為這些殖民地中的白人統治政權受到非洲民族主義者的威脅。

## 演講內容
麥克米倫承認非洲的黑人有權統治自己，並指英國政府有責任促進建立所有個人權利都得到維護的社會。
|  | "The wind of change is blowing through this [African] continent, and whether we like it or not, this growth of national consciousness is a political fact. We must all accept it as a fact, and our national policies must take account of it." 「變革之風正吹過這個[非洲]大陸，無論我們喜不喜歡，這種民族意識的增長是一個政治事實，而我們都必須接受它作為一個事實，我們的國家政策必須考慮到它 。」 |

麥克米倫接著指出，20世紀最大的問題將是非洲新獨立的國家在政治上是會與西方結盟，還是與俄羅斯及中國等共產主義國家結盟， 冷戰中非洲實際上會支持哪一方。
|  | "… we may imperil the precarious balance between the East and West on which the peace of the world depends" 「...……我們可能會危及東西之間不穩定的平衡，這是世界和平所依賴的東西。」 |